# Kingston (Jamaika)
Kingston [ˈkɪŋstən] ist die Hauptstadt Jamaikas. Sie befindet sich im Südosten der Insel und wurde 1693 gegründet. Im Jahre 2010 lebten hier etwa 648.683 Menschen. Der gleichnamige Kingston Parish umfasst die Innenstadt, die restlichen Bezirke liegen im Saint Andrew Parish, das administrativ seit 1923 mit Kingston zur Kingston and St Andrew Corporation zusammengefasst ist.

## Geschichte
Kingston wurde 1693 von Flüchtlingen aus dem kurz zuvor zerstörten Port Royal gegründet. Die Leidtragenden eines Erdbebens lebten zunächst in einem Zeltlager auf dem Gelände der Colonel Barry’s Hog Crawle. Erst nach einer weiteren Zerstörung Port Royals, dieses Mal durch ein Feuer, begann der wirtschaftliche Aufschwung in Kingston. John Goffe entwarf den Plan für die Stadt, basierend auf einem rechtwinkligen Straßennetz. Bereits 1716 war Kingston die größte Stadt Jamaikas und dessen wichtigstes Handelszentrum, besonders im Sklaven- und Zuckerhandel. Es hatte der damaligen Hauptstadt Spanish Town den Rang abgelaufen.

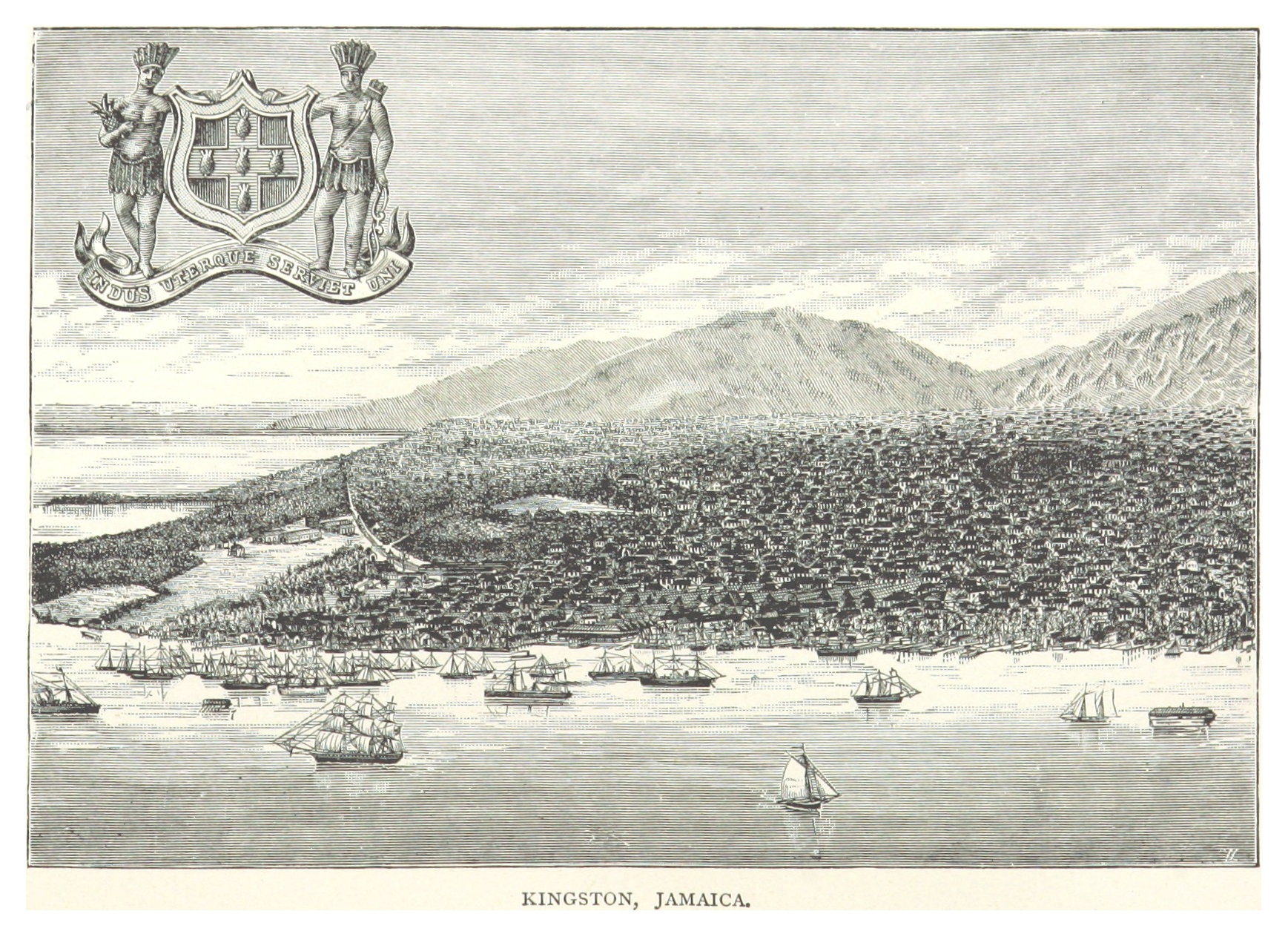
Imaginäre Stadtansicht aus der Vogelschau (1885)

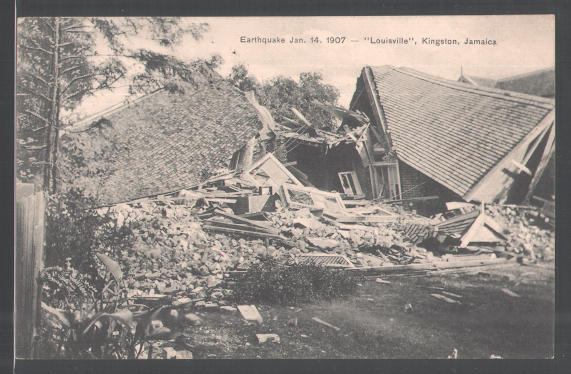
Auswirkungen des Erdbebens 1907

1755 entschied der Gouverneur, die Regierungsbüros nach Kingston zu verlegen. Sein Nachfolger hob den Beschluss aber wieder auf. Die reichen Händler der nun 11.000 Einwohner zählenden Stadt bemühten sich weiter, die Hauptstadt dorthin zu verlegen. Dennoch fand die offizielle Verlegung erst 1872 statt, Jamaika war mittlerweile nach dem Morant-Bay-Aufstand zu einer Kronkolonie geworden.
Kingston wurde mehrfach teilweise zerstört: 1784 von einem Hurrikan, 1843 und 1862 von einem Feuer; 1843 wütete eine Choleraepidemie. Die letzte große Zerstörung erlebte die Stadt am 14. Januar 1907. Ein Erdbeben vernichtete rund 75 % der Gebäude, bis zu 1.600 Menschen wurden getötet.
1948 wurde die University of the West Indies gegründet. 24 Medizinstudenten begannen ihr Studium.
In den 1960er Jahren entwickelte sich vor allem der Norden der Stadt. Aus Old Knutsford Race Course wurde New Kingston, mit zahlreichen Einkaufsstraßen. Das führte zum Niedergang der Geschäfte in der Innenstadt.

## Einwohnerentwicklung
Die folgende Übersicht zeigt die Einwohnerzahlen nach dem jeweiligen Gebietsstand seit der Volkszählung 1970.
| Jahr      | 1970    | 1984    | 1991    | 2001    | 2011    |
| Einwohner | 473.700 | 524.638 | 565.876 | 579.137 | 584.627 |

## Wirtschaft
Kingston ist das Wirtschaftszentrum Jamaikas. Mit dem Überseehafen und dem Flughafen stellt es die internationalen Handelsbeziehungen her. Allerdings sind etwa 30 % aller Einwohner arbeitslos. Die Landflucht hat Kingston seit 1960 auf das Doppelte wachsen lassen. Weitere 22 % sind in der Landwirtschaft beschäftigt. Hauptanbauprodukt ist Zuckerrohr. Weitere landwirtschaftliche Produkte sind die Hauptnahrungsmittel Yams, Reis und Bataten sowie Kartoffeln, Mais, Bananen, Pfeilwurz, Zitrusfrüchte, Kokosnüsse, Mangos, Kakao, Kaffee, Pfeffer, Ingwer und Tabak.
Kingston beherbergt die Wertpapierbörse des Landes – die Jamaica Stock Exchange.
In einer Rangliste der Städte nach ihrer Lebensqualität belegte Kingston im Jahre 2018 den 153. Platz unter 231 untersuchten Städten weltweit.

## Verkehr

### Straßenverkehr
Kingston ist der Ausgangspunkt von drei der vier Überlandstraßen Jamaikas (A roads).
Es gibt ein ausgedehntes modernes von der Jamaica Urban Transit Company (JUTC) betriebenes Busverkehrsnetz sowie Taxis.

### Luftfahrt
Der Flughafen Norman Manley International befindet sich etwa vier Kilometer südlich von Kingston auf einer der Küste vorgelagerten Landzunge. Daneben gibt es noch einen kleineren Inlandsflughafen namens Tinson Pen Aerodrome.

### Eisenbahn
Von 1845 bis Oktober 1992 gab es eine Zugverbindung von Kingston nach Montego Bay mit diversen Nebenstrecken. Das Bahnhofsgebäude existiert noch und ist denkmalgeschützt.
Außerdem gab es zwischen 1899 und 7. August 1948 ein Straßenbahnnetz.

### Seefahrt
Bedingt durch die günstige Lage gibt es schon seit Jahrhunderten intensiven Schifffahrtsverkehr, der heute zum großen Teil Containertransporte umfasst, aber auch Passagierverkehr, beides durch den im Süden gelegenen Hafen von Kingston.

## Sport
- Das jamaikanische Nationalstadion, der Independence Park, befindet sich in Kingston.
- Ebenfalls in Kingston befindet sich der Sabina Park. Das Stadion ist ein Test-Cricket-Stadion und wird vom West Indies Cricket Team benutzt. Das Stadion war auch einer der Austragungsorte beim Cricket World Cup 2007.
- Kingston war Gastgeber der British Empire and Commonwealth Games 1966.
- Fußballvereine der Hauptstadt sind Arnett Gardens FC, August Town FC, Boys’ Town FC, Harbour View FC, Tivoli Gardens FC und Waterhouse FC, von denen vier in der höchsten Spielklasse Jamaikas spielen (2020/21).

## Sehenswürdigkeiten

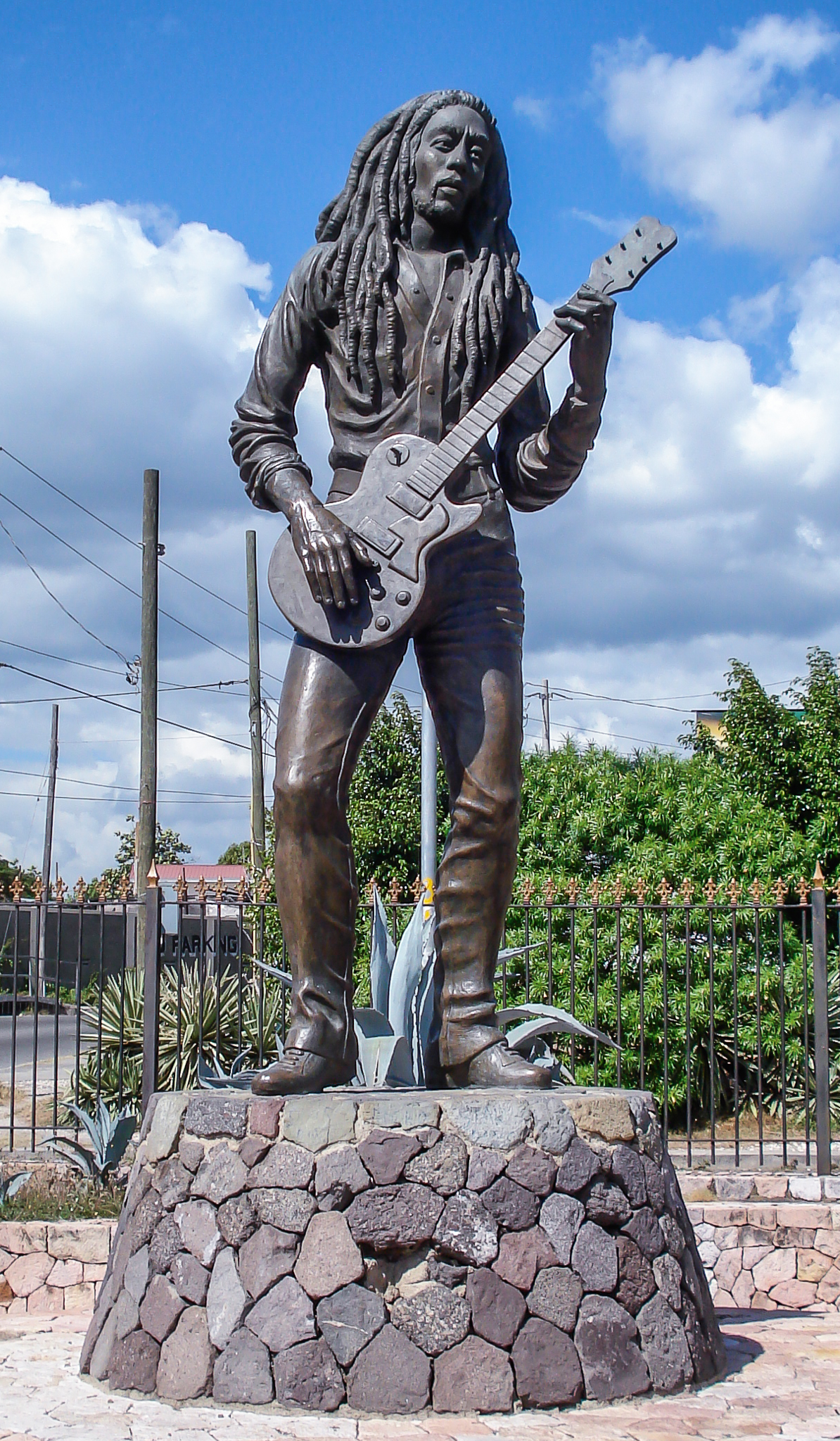
Bob-Marley-Denkmal in Kingston

Am William Grant Park, dem Ruhepol von Downtown Kingston, stehen das Ward Theatre von 1911 und die Kingston Parish Church, welche bei einem Erdbeben zerstört und 1910 wiedererrichtet wurde. In Uptown Kingston befinden sich das Bob-Marley-Museum und das Jamaica House, der Dienstsitz des Premierministers von Jamaika.

## Sonstiges
- Kingston ist Sitz des Erzbistums Kingston in Jamaika. Die Kathedrale ist der Heiligen Dreifaltigkeit geweiht.
- Die Internationale Meeresbodenbehörde, gegründet 1994 durch das Seerechtsübereinkommen, hat ihren Sitz in der Stadt.
- Der erste James-Bond-Film, 007 jagt Dr. No, spielt unter anderem in Kingston und wurde überwiegend auf Jamaika gedreht.

## Städtepartnerschaften
| - Coventry, Vereinigtes Königreich - Guadalajara, Mexiko - Kalamazoo, Vereinigte Staaten - Miami, Vereinigte Staaten | - Panevėžys, Litauen - Shenzhen, Volksrepublik China - Topeka, Vereinigte Staaten - Windhoek, Namibia |

## Klimatabelle
|                       | Jan  | Feb  | Mär  | Apr  | Mai  | Jun  | Jul  | Aug  | Sep  | Okt  | Nov  | Dez  |   |      |
| Mittl. Tagesmax. (°C) | 30,3 | 30,2 | 30,7 | 31,1 | 31,6 | 32,1 | 32,8 | 32,7 | 32,1 | 31,7 | 31,2 | 30,6 | ⌀ | 31,4 |
| Mittl. Tagesmin. (°C) | 21,1 | 21,0 | 21,6 | 22,6 | 23,6 | 24,2 | 24,3 | 24,2 | 24,0 | 23,4 | 22,8 | 21,8 | ⌀ | 22,9 |
|                       |      |      |      |      |      |      |      |      |      |      |      |      |   |      |
| Niederschlag (mm)     | 18   | 19   | 20   | 39   | 100  | 74   | 42   | 98   | 114  | 177  | 65   | 47   | Σ | 813  |
|                       |      |      |      |      |      |      |      |      |      |      |      |      |   |      |
| Sonnenstunden (h/d)   | 8,4  | 8,6  | 8,8  | 8,9  | 8,2  | 7,8  | 8,3  | 8,1  | 7,4  | 7,5  | 7,8  | 8,1  | ⌀ | 8,2  |
|                       |      |      |      |      |      |      |      |      |      |      |      |      |   |      |
| Regentage (d)         | 5    | 5    | 5    | 7    | 8    | 7    | 6    | 9    | 11   | 14   | 10   | 6    | Σ | 93   |
|                       |      |      |      |      |      |      |      |      |      |      |      |      |   |      |
| Luftfeuchtigkeit (%)  | 72   | 72   | 74   | 73   | 75   | 74   | 71   | 73   | 75   | 77   | 75   | 73   | ⌀ | 73,7 |

| 21,1 |

| 21,0 |

| 21,6 |

| 22,6 |

| 23,6 |

| 24,2 |

| 24,3 |

| 24,2 |

| 24,0 |

| 23,4 |

| 22,8 |

| 21,8 |

| 21,1 |

| 21,0 |

| 21,6 |

| 22,6 |

| 23,6 |

| 24,2 |

| 24,3 |

| 24,2 |

| 24,0 |

| 23,4 |

| 22,8 |

| 21,8 |